# Cathédrale de Lucera
La cathédrale de Lucera ou cathédrale Notre-Dame-de-l'Assomption de Lucera (en italien : basilica cattedrale di Santa Maria Assunta ou duomo di Lucera)  est une église catholique romaine de Lucera, en Italie. Il s'agit de la cathédrale du diocèse de Lucera-Troia.
Construite à la demande de Charles II d'Anjou et consacrée en 1302, elle est un exemple d'architecture gothique-angevine. Elle a été déclarée monument national en 1874, et sanctuaire diocésain de Santa Maria Patrona en 1955. 

### Articles liés
- Liste des cathédrales d'Italie
- Sainte Marie, patronne de Lucera (it)